# Word 24 (Quedlinburg)

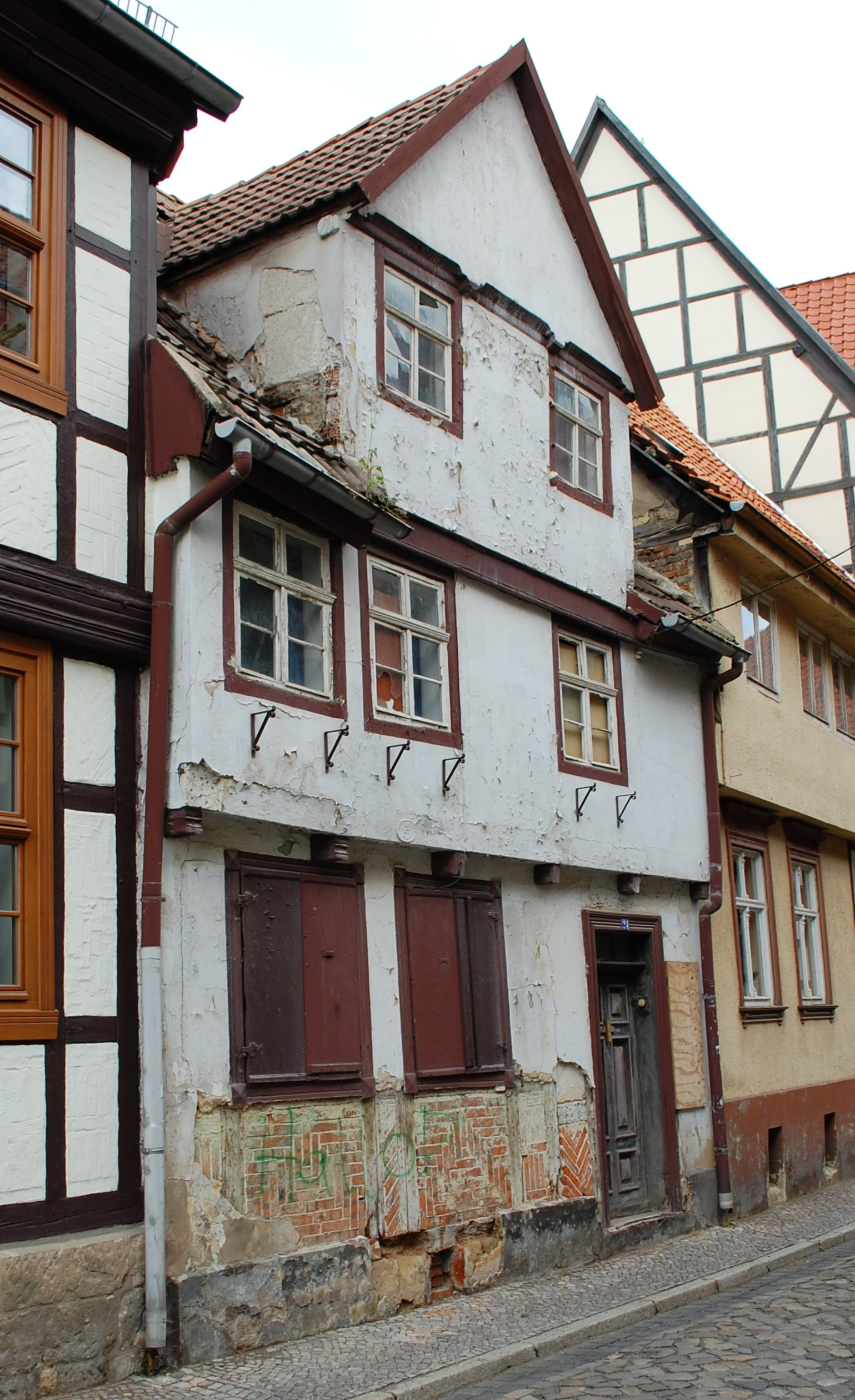
Word 24

Das Haus Word 24 ist ein denkmalgeschütztes Gebäude in der Stadt Quedlinburg in Sachsen-Anhalt.

## Lage
Das Gebäude befindet sich im südlichen Teil der historischen Quedlinburger Altstadt. Nördlich grenzt das gleichfalls denkmalgeschützte Haus Word 25, südlich das Haus Word 23 an. Das Haus ist im Quedlinburger Denkmalverzeichnis als Wohnhaus eingetragen und gehört zum UNESCO-Weltkulturerbe.

## Architektur und Geschichte
Das kleine zweigeschossige Fachwerkhaus wird durch ein markantes straßenseitiges Zwerchhaus geprägt. Die Entstehungszeit wird bereits für das frühe 16. Jahrhundert, vermutlich um 1525, angenommen. Insbesondere die Gestaltung des Fachwerks, so das an den Balkenköpfen befindliche Wulstprofil, sprechen für eine Entstehung in dieser Zeit.
Etwa um 1800 wurde die Fassade verändert. In dieser Zeit erhielt das Gebäude eine Verputzung.
Derzeit (Stand 2012) ist das Gebäude sanierungsbedürftig.